# Miguel Céspedes
Miguel Céspedes (Las Matas de Farfán, República Dominicana; 12 de octubre de 1970) es un comediante, presentador y actor dominicano.

## Trayectoria
Se inició en el mundo del espectáculo como bailarín folclórico y mangulina en el club Luis Manuel Caraballo en el barrio Juan Pablo Duarte. Su primer personaje fue como vendedor de China y a la gente le gustó. Céspedes asistía a clubes culturales y participaba en obras que realizaban en barrios donde vivió. Céspedes comenzó a trabajar en el Mercado Nuevo de Santo Domingo por un salario de 12 pesos para poder pagar sus estudios secundarios.
Luego de haber estado en varios grupos, entró al Grupo Explosión donde realizaba presentaciones a modo de sátira y sincronía de labios "fonomimica", los audios montajes para dichas presentaciones eran realizadas en un mini estudio de grabación del productor audiovisual Henry Rafael Acevedo a quien llaman Henry Fuerza Delta, este les realiza un tema cómico musical llamado "El Rap De La Negra" y/o "Grillo", con la participación vocal de Céspedes y el  fallecido comediante Frank Suero, no era el estilo de ellos, pero la canción se escucho en las calles y Nightclub del país situándose en el gusto popular exitosamente, con este logro y sus actuaciones incomparables consiguen su primera Compañía discográfica  llamada Taisha Récord y un visado para todo el grupo, Céspedes Después de viajar y presentarse en gran parte de Estados Unidos con el grupo, entró a formar parte de programas televisivos como Caribe Show; allí conoció a su alter ego y amigo Raymond Pozo, La opción de las 12, Quédate ahí, Atrapados, Titirimundaty, y Tremenda Opción del Sábado (creado por Elizabeth Carmona, Patricio Gamonal, William Hanna, Joseph Barbera, Juan Manuel Bautsita y Roxanna Cayul Miranda), su primero programas de sketchs para televisión en República Dominicana.
Actualmente produce, cree y conduce los programas "A reír con Miguel y Raymond" Qué se Trasmite por Telemicro Todos los sábados junto a Raymond Pozo

## Filmografía
| Año  | Título                          | Personaje     |
| ---- | ------------------------------- | ------------- |
| 2003 | Perico Ripiao                   | Quepis        |
| 2007 | Camino Malo                     | ¿?            |
| 2008 | Al fin y al cabo                | El Joe        |
| 2008 | Playball                        | Torpedo       |
| 2011 | Lotoman                         | Manuel        |
| 2012 | Lotoman 2.0                     | Manuel        |
| 2014 | Lotoman 003                     | Manuel        |
| 2014 | Torrente 5: Operación Eurovegas | Sale al final |
| 2015 | Tubérculo Gourmet               | Tirson        |
| 2016 | Tubérculo Presidente            | Tirson        |
| 2017 | Colao                           | Felipe        |
| 2017 | Luis                            | Fiscal        |
| 2018 | Hermanos                        | Rankeao       |
| 2018 | Qué León                        | Tito          |
| 2019 | Los Leones                      | Tito          |
| 2021 | La Vida De Los Reyes            | El Mismo      |

## Reconocimientos
Miguel Céspedes ha ganado varios premios Soberanos junto a su compañero Raymond Pozo, ambos en el ámbito del humor, además fueron coronados como "Los nuevos reyes del humor" por los legendarios humoristas dominicanos Freddy Beras-Goico, Cuquín Victoria y Felipe Polanco "Boruga".

## Filantropía
Céspedes, junto a su compañero Raymond Pozo tienen una fundación que ayuda a costearle los estudios a cien niños de escasos recurso procedentes de sus respectivos barrios.